# Katholische Universität von La Plata

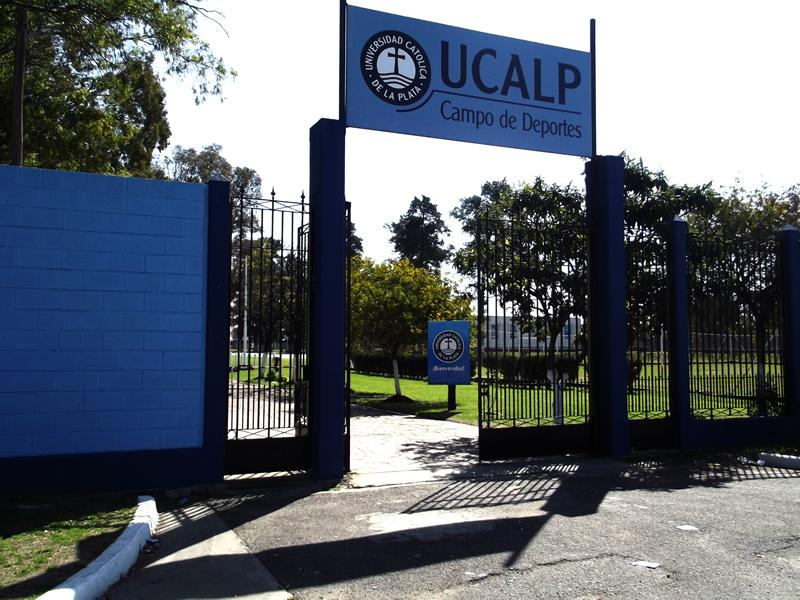
Hauptsitz in La Plata

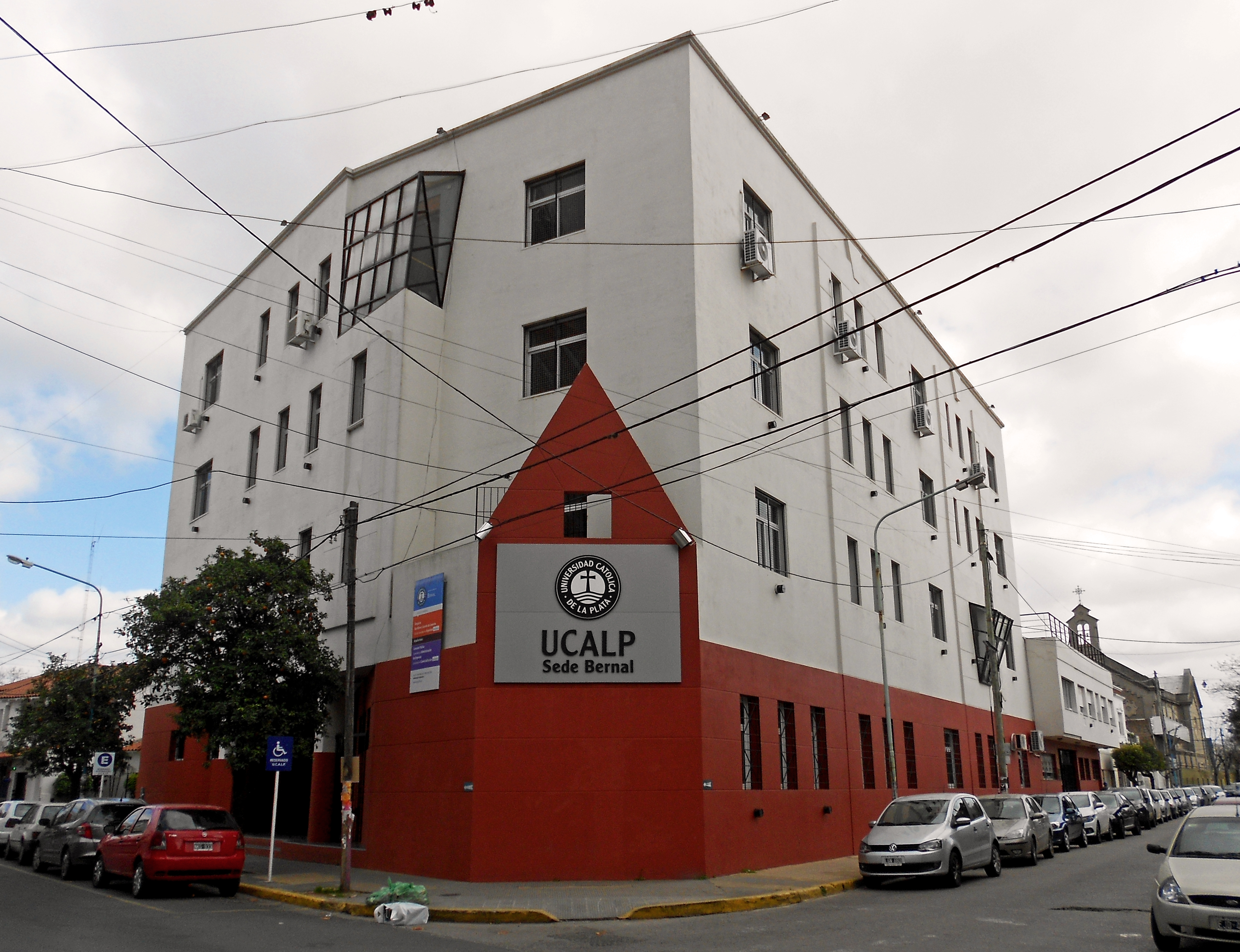
Standort in Bernal

Die Katholische Universität von La Plata (span.: Universidad Católica de la Plata), kurz UCALP, ist eine Katholische Universität mit Hauptsitz in La Plata in der argentinischen Provinz Buenos Aires.
Die Hochschule wurde am 7. März 1964 als Universidad Comunitaria y Católica durch das Erzbistum La Plata gegründet. 1966 erfolgte die Umfirmierung zur Universidad Católica de la Plata. 1968 konnte die provisorische staatliche Anerkennung stattfinden und 1971 die volle staatliche Anerkennung erteilt werden. Neben dem Hauptsitz in La Plata gibt es Standorte in  Bahía Blanca, Bernal und San Martín.

## Fakultäten
- Architektur und Design
- Politik- und Rechtswissenschaften
- Wirtschaftswissenschaften
- Naturwissenschaften und Technik (vormals Hochschule für Angewandte Mathematik)
- Geisteswissenschaften
- Gesundheitswissenschaften
- Zahnmedizin